# 清华园 (明朝)
明代清华园，又名李园，建于万历年间，原为明朝明神宗的外祖父武清侯李伟之别墅，因风景秀丽、四季飘香，曾有“京国第一名园”称号。清朝康熙二十九年，在清华园旧址建畅春园。園名出自東晉謝混《游西池》詩： “景昃鳴禽集，水木湛清華。” ，旧址于清朝改建畅春园